# Новобранці (фільм, 1927)
Новобранці (англ. Rookies) — американська кінокомедія Сема Вуда 1927 року.

## Сюжет
Грег, зарозумілий конферансьє, отримує повістку в армію і стикається з жорсткістю стройового сержанта Діггса. Не бажаючи залишитися в армії, Грег починає дратувати сержанта Діггса так сильно, що Діггс буде змушений його викинули.

## У ролях
- Карл Дейн — сержант Діггс
- Джордж К. Артур — Грег Лі
- Марселін Дей — Бетті Уейн
- Луїза Лоррейн —Зелла Фей
- Френк Курр'є — суддя
- Е.Х. Келверт — полковник
- Том О’Брайєн — сержант О’Брін
- Чарльз Салліван — капрал Салліван
- Лінкольн Стедман — "Сонний"
- Джин Стоун — "Всезнайка"